# Ruta F-20
La Ruta F-20, también conocida como Autopista Nogales - Puchuncaví o Camino de Nogales - Puchuncaví es una carretera chilena que atraviesa la Región de Valparaíso en el Valle Central de Chile, conectando la comuna de Nogales con la comuna de Puchuncaví, perteneciente a la Autopista Nogales - Puchuncaví.

## Historia
La Ruta F-20, también conocida como Camino de Nogales o Camino Nogales-Puchuncaví, fue una de las primeras rutas creadas bajo el sistema de concesiones chileno. Adjudicada su primera licitación el 28 de julio de 1995, construyéndose la ruta en calzada simple de 7mts de ancho, la cual sería inaugurada de forma definitiva el 29 de octubre de 1997. Luego el año 2016, se le adjudico la licitación a la empresa concesionaria Nuevo Camino Nogales-Puchuncaví S.A, a la cual más tarde se le ordenaría el mejoramiento de la ruta, a un estándar de autopista en doble calzada, con dos pistas por sentido, el cual actualmente sigue en construcción.

## Polémica del proyecto
Al iniciar las obras de mejoramiento para la Ruta F-20, surgió la polémica, debido a que la comunidad que habitaba las cercanías de la ruta en las comunas de Puchuncaví y Nogales no supo del proyecto hasta que vinieron agentes del gobierno a tasar sus hogares para la expropiación. Además también causó controversia que el proyecto no contase con estudios de impacto ambiental.